# Вольфганг Штрек
Вольфганг Штрек (нім. Wolfgang Streeck; нар. 27 жовтня 1946) — німецький економічний соціолог та заслужений директор Інституту Макса Планка з вивчення суспільств у Кельні.

## Біографія
Народився недалеко від Мюнстера, син біженців — етнічних німців зі Східної Європи, переміщених наприкінці Другої світової війни. Його мати була з судетських німців.
Вивчав соціологію в Університеті Гете у Франкфурті та продовжував аспірантуру з тієї ж дисципліни в Колумбійському університеті в 1972—1974 роках.
У 1974 році став доцентом кафедри соціології в університеті Мюнстера, а в 1986 році закінчив габілітацію з соціології в університеті Білефельда. З 1988 по 1995 рік працював професором соціології та виробничих відносин в Університеті Вісконсину в Медісоні. Повернувшись до Німеччини, в 1995 році зайняв посаду директора Інституту Макса Планка з вивчення суспільств і працював професором соціології в Кельнському університеті. Звільнився зі свого керівництва в 2014 році, ставши заслуженим директором.

## Праці
Статті, перекладені українською
- Друга теорія Енгельса: технології, війна та зростання держави [Архівовано 19 квітня 2021 у Wayback Machine.] // Спільне, 17 листопада 2020.